# Coutisse
Coutisse is een dorp in de Belgische provincie Namen en een deelgemeente van Andenne.

## Geschiedenis
Coutisse behoorde tot de gemeente Andenne, tot het bij wet van 24 mei 1886 werd afgesplitst als een zelfstandige gemeente.
Bij de gemeentelijke fusies van 1977 werd Coutisse een deelgemeente van Andenne.

## Demografische ontwikkeling
- Bronnen:NIS, Opm:1831 tot en met 1970=volkstellingen, 1976= inwoneraantal op 31 december

## Bezienswaardigheden
- De Église Saint-Hubert